# Neštědice
Neštědice (německy Nestersitz) je část obce Povrly v okrese Ústí nad Labem. Nachází se na západě Povrlů. Prochází tudy železniční trať Praha–Děčín a silnice I/62. V roce 2011 zde trvale žilo 633 obyvatel.
Neštědice je také název katastrálního území o rozloze 1,75 km². Neštědice leží i v katastrálním území Mašovice pod Vysokým kamenem o rozloze 1,56 km².

## Historie
První písemná zmínka o vesnici pochází z roku 1523.

## Obyvatelstvo
Při sčítání lidu v roce 1921 zde žilo 612 obyvatel (z toho 311 mužů), z nichž bylo třicet Čechoslováků, 528 Němců, jeden Žid a 53 cizinců. Kromě 22 evangelíků, dvou židů a 38 lidí bez vyznání se hlásili k římskokatolické církvi. Podle sčítání lidu z roku 1930 měla vesnice 705 obyvatel: 72 Čechoslováků, 591 Němců, tři příslušníky jiné národnosti a 39 cizinců. Převládala římskokatolická většina, ale šestnáct lidí patřilo k evangelickým církvím, jeden k církvi izraelské a osmdesát obyvatel bylo bez vyznání.
| | 1869 | 1880 | 1890 | 1900 | 1910 | 1921 | 1930 | 1950 | 1961 | 1970 | 1980 | 1991 | 2001 | 2011 |
| --- | ---- | ---- | ---- | ---- | ---- | ---- | ---- | ---- | ---- | ---- | ---- | ---- | ---- | ---- |
| Obyvatelé | 160  | 137  | 363  | 451  | 674  | 660  | 748  | 538  | 505  | 744  | 695  | 645  | 649  | 633  |
| Domy | 28   | 28   | 41   | 44   | 59   | 67   | 86   | 90   | .    | 80   | 78   | 106  | 106  | 122  |
| Tabulka zahrnuje údaje osady Mašovice a počet domů z roku 1961 je zahrnut v celkovém počtu domů místní části Povrly. |      |      |      |      |      |      |      |      |      |      |      |      |      |      |

## Další fotografie

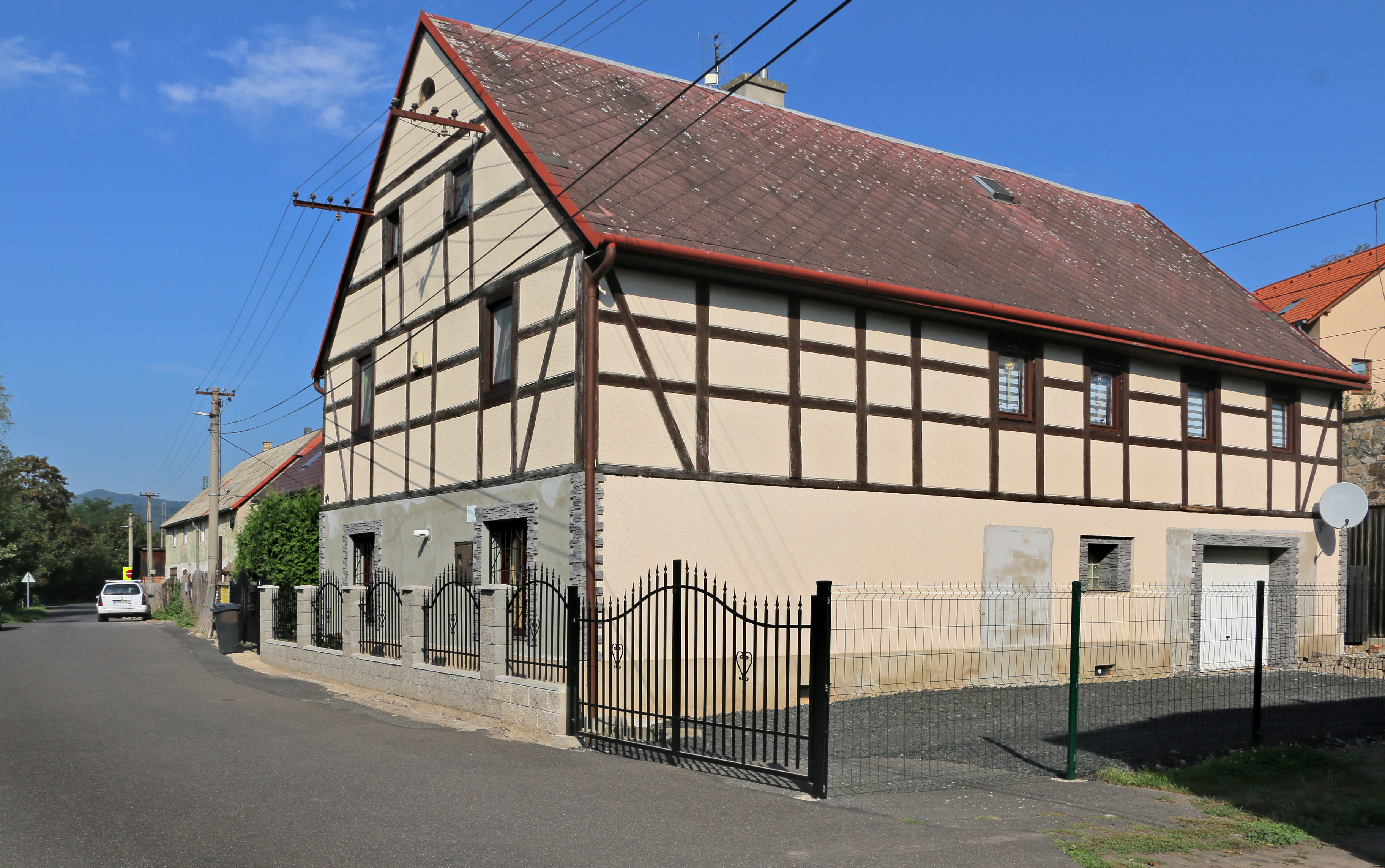
Hrázděný dům v Převozní ulici
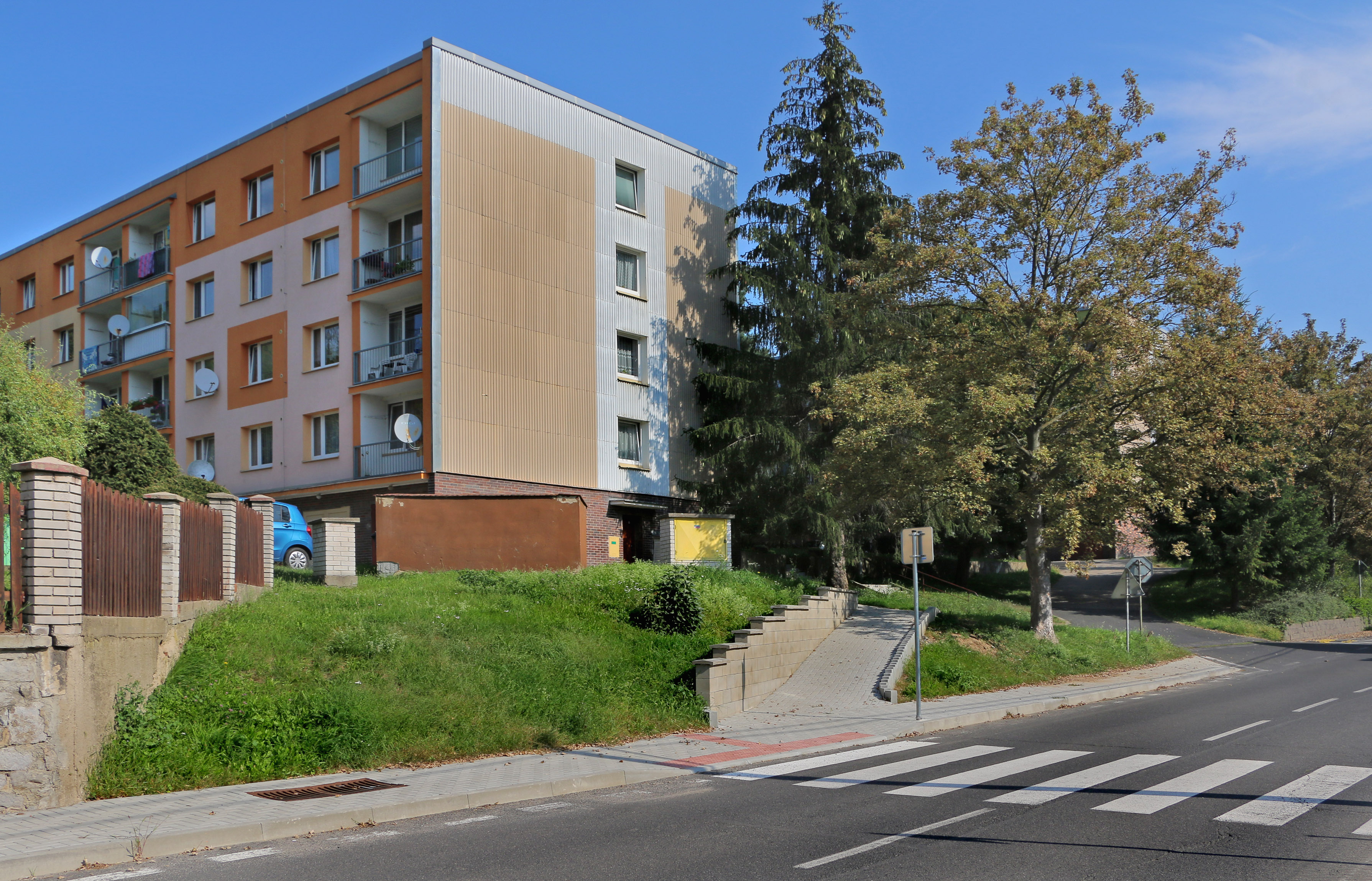
Sídliště
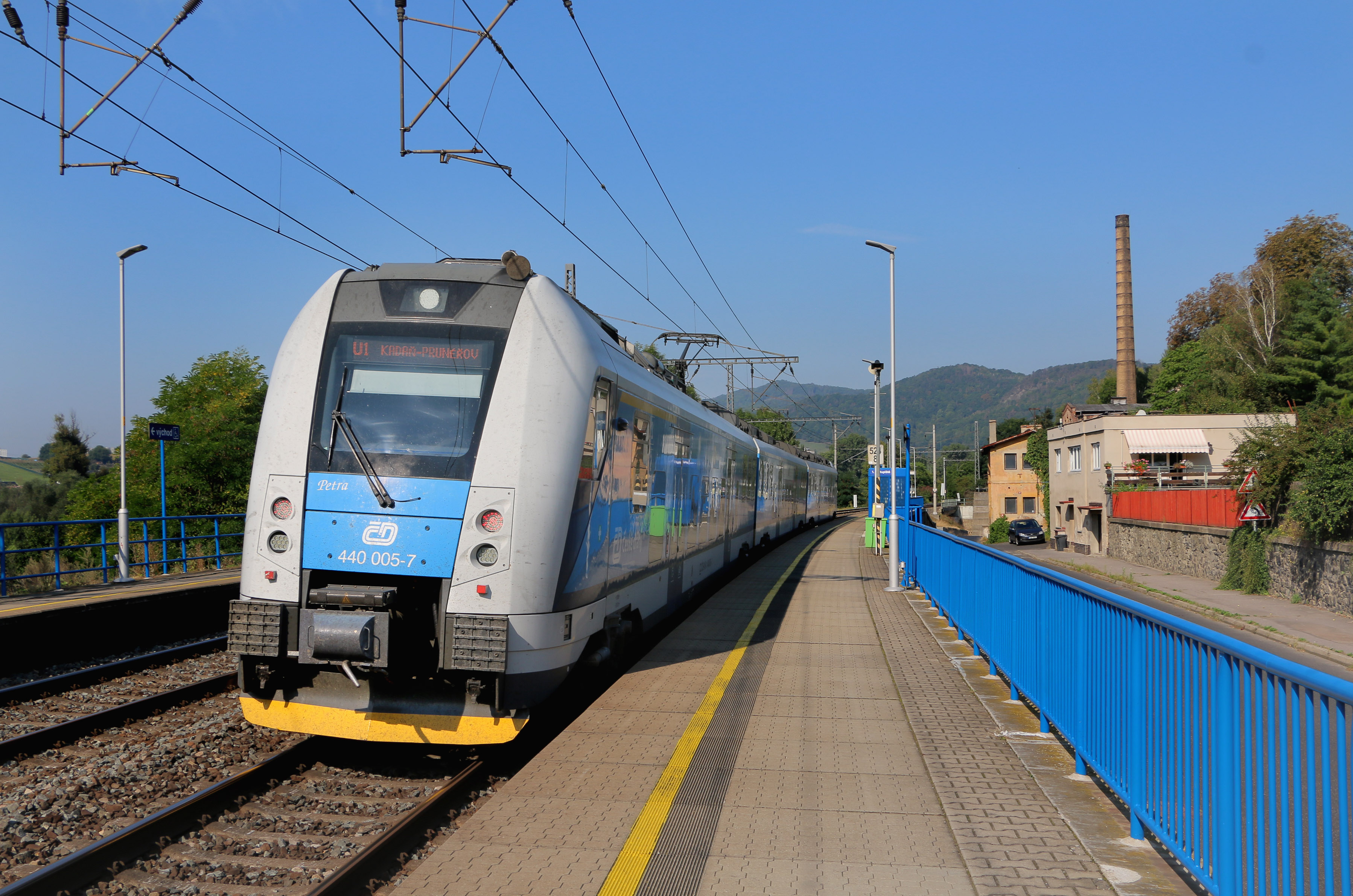
Vlaková zastávka